# Bản Liền
Bản Liền là một xã thuộc tỉnh Lào Cai, Việt Nam.
Xã Bản Liền có diện tích 76,69 km², dân số năm 2025 là 4.221 người, mật độ dân số đạt 55 người/km².

## Lịch sử
Địa bàn xã Bản Liền hiện nay trước đây vốn là hai xã Bản Liền và Nậm Khánh cùng thuộc huyện Bắc Hà, tỉnh Lào Cai.
Ngày 16 tháng 6 năm 2025, Quốc hội ban hành Nghị quyết số 203/2025/QH15. Theo đó, từ ngày 1 tháng 7 năm 2025, giải thể huyện Bắc Hà, các xã Bản Liền và Nậm Khánh trực thuộc tỉnh Lào Cai.
Ngày 16 tháng 6 năm 2025, Ủy ban thường vụ Quốc hội ban hành Nghị quyết số 1673/NQ-UBTVQH15. Theo đó, sáp nhập xã Nậm Khánh vào xã Bản Liền.
Sau khi sáp nhập, xã Bản Liền có 76,69 km² diện tích tự nhiên và dân số 4.221 người.